# Buhoma
Buhoma är ett släkte av ormar som ingår i överfamiljen Elapoidea. För släktet är oklart om det tillhör någon av de kända familjerna inom överfamiljen (incertae sedis).
Vuxna exemplar är med en längd omkring en meter medelstora ormar. De förekommer i västra och östra Afrika. Individerna lever främst i skogar. Annars är nästan inget känt om arternas levnadssätt. Honor lägger ägg.
Arter enligt Catalogue of Life och The Reptile Databas:
- Buhoma depressiceps
- Buhoma procterae
- Buhoma vauerocegae